# Larry Burton
(en) Statistiques sur pro-football-reference
Lawrence Godfrey Burton (né le 15 décembre 1951 à Northampton) est un athlète et joueur américain de football américain.

## Carrière

### Université
Burton fait ses études à l'université Purdue. En 1972, il termine quatrième du 200 mètres aux Jeux olympiques d'été de 1972 à Munich.

### Professionnel
Larry Burton est sélectionné au premier tour du draft de la NFL de 1975 par les Saints de La Nouvelle-Orléans au septième choix. Lors de ses deux premières saisons en professionnel, Burton est titulaire aux postes de wide receiver et marque quatre touchdown en vingt-sept matchs joué dont vingt-trois comme titulaire. En 1977, il ne joue qu'un seul et n'apparaît plus sous le maillot de la Nouvelle-Orléans.
Recruté par les Chargers de San Diego, il n'entre qu'au cours de trois matchs en 1978 mais marque trois touchdowns. La saison suivante, il entre au cours de douze matchs mais ne reçoit que quatre ballons pour aucune conclusion.